# RCW 79
Coordenadas:  13h 40m 47.3s, −-61° 42′ 5.1″
RCW 79 es una nebulosa de emisión en la constelación de Centaurus. Pertenece al Catálogo RCW.
Una burbuja de gas, RCW 79 ha aumentado como 70 años luz su diámetro. Se encuentra a 17000 años luz, al sur de la constelación de Centaurus. 

## Localización
Se encuentra al sur de la constelación de Centaurus. Su ascensión recta es de 13h, 40m y 47.3s y una declinación de -61º 42' y 5.1''.